# علیرضا چراغ‌زاده دزفولی
علیرضا چراغ‌زاده دزفولی (زاده ۱۳۳۲ اهواز - درگذشته ۷ تیر ۱۳۶۰ تهران) سیاست‌مدار ایرانی بود، که در دوره اول مجلس شورای اسلامی به‌عنوان نماینده حوزهٔ انتخابیهٔ رامهرمز، از استان خوزستان در مجلس شورای اسلامی حضور داشت. وی از جمله ۷۵ نفری بود، که در بمب‌گذاری در دفتر حزب جمهوری اسلامی کشته شد.